# Stretto di Šokal'skij
Lo stretto di Šokal'skij (in russo пролив Шокальского?) si trova nell'arcipelago di Severnaja Zemlja, in Russia, ed è situato nelle acque territoriali del Territorio di Krasnojarsk.
Prende il nome dall'oceanografo Julij Michajlovič Šokal'skij. 

## Geografia
Lo stretto è situato fra l'isola della Rivoluzione d'Ottobre e l'isola Bolscevica. Collega il mare di Kara, a sud-ovest, con quello di Laptev a nord-est. La superficie d'acqua fa parte del mare di Kara. 
La sua lunghezza è di circa 110 km ed è largo dai 20 ai 50 km. Ha una profondità massima di 250 m, mentre la minima è di 55 m. Lo stretto è ricoperto di ghiaccio per buona parte dell'anno. Le coste sono per lo più ripide, scoscese e coperte da ghiacciai da cui si formano degli iceberg. I maggiori ghiacciai sono il Karpinskij (ледник Карпинского) e l'Universitetskij (ледник Университетский), sull'isola della Rivoluzione d'Ottobre, e il Semënov-Tjan'-Šan'skij (ледник Семёнова-Тянь-Шаньского) sull'isola Bolscevica.
Le insenature maggiori sono il fiordo di Marat (фьорд Марата) lungo la costa occidentale, tra i due grandi ghiacciai, e sul lato orientale la baia Amba (бухта Амба), i fiordi Partizan, Spartak e Tel'man (фьорды Партизанский, Спартак, Тельмана). I principali promontori sono capo Afonin e capo Olovjannyj sulla costa dell'isola della Rivoluzione d'Ottobre, e i capi Brat'ev Ignatovych, Žuravlëv, Spartak e Tel'man (мысы Братьев Игнатовых, Журавлёва, Спартак, Тельмана) sull'isola Bolscevica.

## Isole presenti nello stretto
Elencate a partire da nord a sud, sono quasi tutte vicine alla costa dell'isola della Rivoluzione d'Ottobre:
- Isola Najdënyš (остров Найдёныш)
- Isole Matrosskie (острова Матросские)
- Isola Suchoj (остров Сухой)
- Isola Malyš (остров Малыш)
- Isola Pirožok (остров Пирожок)
- Isola di Arngol'd (остров Арнгольда)
- Isole Koški (остров Кошки)
- Isole Beregovye (острова Береговые), vicino alla costa settentrionale dell'isola Bolscevica.
- Isola Storoževoj (остров Сторожевой)
- Isole Burunnye (островa Бурунные)

All'ingresso meridionale dello stretto:
- Isola Nezametnyj (остров Незаметный)
- Isola di Sverdlov (остров Свердлова)
- Isola Chlebnyj (остров Хлебный)
- Isola Chitryj (остров Хитрый)
- Isola Korga (остров Корга)
- Isole Krasnoflotskie (oстрова Краснофлотские)